# قطعنامه ۱۱۰۸ شورای امنیت
قطعنامه ۱۱۰۸ شورای امنیت سازمان ملل متحد که در تاریخ ۲۲ مه ۱۹۹۷ تصویب شد، سندی بین‌المللی دربارهٔ بررسی وضعیت صحرای غربی است. این قطعنامه طی نشست ۳۷۷۹ام با ۱۵ رای موافق، ۰ مخالف و ۰ ممتنع تصویب شد.